# Richard Tronnier
Richard Tronnier (geboren 1878 in Meine; gestorben 1947) war ein deutscher Musikschriftsteller und Komponist.

## Leben
Tronnier besuchte das Herzogliche Wilhelm-Gymnasium in Braunschweig bis zum Abitur und studierte dann die Fächer Erdkunde, Französisch und Englisch in Kiel, Leipzig sowie an der Universität Göttingen, an der er im November 1902 sein Staatsexamen ablegte. Sein Seminar- und Probejahr absolvierte er in Leer am dortigen Realgymnasium und Gymnasium, an dem er anschließend ein weiteres halbes Jahr als Hilfslehrer arbeitete.
Ab Ostern 1905 wirkte Tronnier als Oberlehrer an der Oberrealschule i. E. in Hamm, bevor er zum 1. April 1909 an die Bismarckschule in Hannover berufen wurde.
Im Frühling des Jahres 1927 entdeckte Tronnier in Göttingen den Nachlass von Ludwig Meinardus, über den er 1930 publizierte.
Anfang der 1930er Jahre kamen von Tronniers Musikwerken unter anderem eine Schauspiel-Ouvertüre, eine Trauermusik für Orchester, die Klaviersonate opus 39, das Ernste Stück für Violine und Orgel opus 42 und andere Stücke zur Aufführung.
Noch während der Luftangriffe auf Hannover im Zweiten Weltkrieg verzeichnete das Adressbuch der Stadt Hannover 1943 den Studienrat Richard Tronnier mit dem Titel als Professor als Haushaltungsvorstand im Haus Lärchenstraße 11 in der Oststadt von Hannover.

## Werke

### Schriften (Auswahl)
- Eine Neugestaltung der „Euryanthen“, [o. O., o. D.]
- Beiträge zum Problem der Volksdichte, Stuttgart: Strecker & Schröder, 1908
- Ernst von Seydlitz (Verf.), Georg Tronnier (Bearb.): Geographie, Ausgabe A: Grundzüge. Für höhere Lehranstalten, 26. Bearbeitung (6. unveränderter Neudruck), mit 102 Bildern und Figuren im Text und 10 farbigen Tafeln, Breslau: Ferdinand Hirt, 1921; Inhaltsverzeichnis
- Vom Schaffen grosser Komponisten,
  - Stuttgart: C. Grüninger Nachfolger, 1927; Inhaltsverzeichnis
  - Stuttgart: Klett Verlag, 1927
- Von Musik und Musikern, mit zahlreichen unbekannten Briefen berühmter Musiker, zwei unveröffentlichten Liedern, vier Notenfacsimile von Robert Franz (= Musikbücherei Bisping, Nr. 4), Münster i. W.: E. Bisping, 1930

Aufsätze:
- Die Durchquerung Tibets seitens der Jesuiten Johannes Grüber und Albert de Dorville im Jahr 1661. Eine Studie über das Leben und die Reise der beiden Väter, in: Zeitschrift der Gesellschaft für Erdkunde zu Berlin,  Berlin: E.S. Mittler, 1904, Heft 5, S. 328–361
- Zur Deutschen Oberschule, in: Deutsches Philologen-Blatt, Bd. 29 (1921), Heft 21, S. 316–317
- Versetzung, Reife und Auslese, in: Deutsches Philologen-Blatt, 31. Jhrg. (1923), Heft 2, S. 25–26
- Die Beziehungen der Komponisten Felix Mendelssohn Bartholdy und Karl Loewe zu Hannover, in: Hannoversche Geschichtsblätter, Bd. 30 (1927), S. 127–145
- L. Hunke, Richard Tronnier, Otto Meisenbach: Zur Neuordnung der Ferien und des Schuljahres, in: Deutsches Philologen-Blatt, Bd. 37 (1929), Ausgabe 49, S. 756–757
- Aufriß meines Lebens, Hannover: Stephansstift, 1940

### Kompositionen
- Erste Sonate in a-Moll: Op. 28, Neufassung, Hannover [o. D.]
- Lieder für eine Singstimme mit Klavier, opus 31,  Nr. 1: Frau Nachtigall, Nr. 2: Der Hampelmann, Hannover: Gries & Schornagel, [o. D., 1920er Jahre]
- Lieder für eine Singstimme mit Klavier, opus 32,  Nr. 1: Die wilden Frauen von Untersberg, Nr. 2: Sonnenkraft, Hannover: Gries & Schornagel, [192_]
- Lieder für eine Singstimme mit Klavier, opus 33,  Nr. 1: Am Felsenkirchlein, Nr. 2: Im Spätherbst, Nr. 3: Liebessehnsucht,  Hannover: Gries & Schornagel, [192_]
- Drei Stimmungen. opus 34 (= Ausgewählte Klavierwerke, Teil 1), Hannover: Gries & Schornagel, [ca. 1930]
- Zweite Sonate für das Pianoforte (= Sonaten, Kl, opus 39), Hannover: Gries & Schornagel, [o. D.]
- Sinfonisches Klavierstück: op. 44, Hannover [o. D.]
- Aus meinem Seelengärtlein: Zyklus von neun Klavierstücken. Opus 46, Hannover, [o. D.]
- Kleine Passion für mittlere Stimme und Orgel, opus 60, Partitur, Hannover, [circa 1935]